# فولكمار أندريا
فولكمار أندريا (بالألمانية: Volkmar Andreae) (1879 – 1962) مؤلف موسيقي وقائد فرقة موسيقية سويسري. تلقى دروسه الأولى في العزف على البيانو وهو صغير، وذلك على يد كارل مونتسينغر. درس الموسيقى في كولونيا بين عامي 1897 و 1900 على يد فريتس برون وفرانتس فولنر وفرانكه. وفي عام 1902 تولى قيادة فرقة موسيقية مختلطة في زيورخ، حيث أقام هناك حتى عام 1949. ألف العديد من المؤلفات الموسيقية من بينها أوبريتات ومقطوعات للبيانو وأغنيات عديدة.

## روابط خارجية
- فولكمار أندريا على موقع IMDb (الإنجليزية)
- فولكمار أندريا على موقع مونزينجر (الألمانية)
- فولكمار أندريا على موقع ميوزك برينز (الإنجليزية)
- فولكمار أندريا على موقع ديسكوغز (الإنجليزية)